# 内布拉斯加国家森林
内布拉斯加州国家森林是座美国国家森林，位于內布拉斯加州，森林总面积141,864英畝（574平方），拥有全美最大的人工种植林区。